# Pagedangan Udik
Pagedangan Udik is een bestuurslaag in het regentschap Tangerang van de provincie Banten, Indonesië. Pagedangan Udik telt 5233 inwoners (volkstelling 2010).